# Филип фон Мансфелд
Филип V (III) фон Мансфелд-Фордерорт (на немски: Philipp V (III) von Mansfeld-Vorderort; * 1589; † 8 април 1657 в Рааб/Дьор) е граф на Мансфелд-Фордерорт-Борнщет и офицер през Тридесетгодишната война.
Той е най-малкият син на граф Бруно I (II) фон Мансфелд-Фордерорт-Борнщет (1545 – 1615) и съпругата му графиня Кристина фон Барби-Мюлинген (1551 – 1605), дъщеря на граф Волфганг I фон Барби-Мюлинген (1502 – 1565) и Агнес фон Мансфелд (1511 – 1558), дъщеря на Гебхард VII фон Мансфелд-Мителорт. Брат е на Волфганг (1575 – 1638) и Бруно III (1576 – 1644), които по-късно влизат на императорска служба, и на Анна фон Мансфелд (1580 – 1620), омъжена 1598 г. в Борнщет за граф Ернст II фон Золмс-Лих-Хоензолмс (1563 – 1619).
След смъртта на баща му през 1615 г. той става заедно с братята си управляващ граф на линията Мансфелд-Фордерорт-Борнщет.
През Тридесетгодишната война Филип е офицер и се бие първо на страната на Швеция и протестантите. Той служи при чичо си Петер Ернст II фон Мансфелд († 1626). Филип е пленен (1622), става католик и започва служба в императорската войска. На Балтийско море той създава флот и по-късно се бие на различни места. След това той е най-вече в двора във Виена, където става 1637 г. комендант на охрана. На края той е фелдмаршал на Свещената Римска империя и командир на унгарския град Дьор.

## Фамилия
Филип V се жени на 22 години на 18 ноември 1611 г. в дворец Мерлау за 44-годишната графиня Мария фон Мансфелд-Хинтерорт (* сл. 3 март 1567; † между 1625/1635), вдовиица на ландграф Лудвиг IV фон Хесен-Марбург (1537 – 1604), дъщеря на граф Йохан фон Мансфелд-Хинтерорт († 1567) и втората му съпруга принцеса Маргарета фон Брауншвайг-Люнебург-Целе († 1596). През късното лято 1612 г. те се местят в дворец Мансфелд. Те имат децата:

- Анна Каролина († 21 април 1712), омъжена I. Карл Хайнрих фон Зиротин, II. за Франц фон Галас
- Георг Алберт фон Мансфелд (* 4 май 1642; † 1696/1697), граф на Мансфелд-Фордерорт, женен през август 1696 г. за Барбара Магдалена фон Мансфелд-Хинтерорт (1618 – 1696)
- Сузана Поликсена Катарина († 1693), омъжена I. на 11 юни 1662 г. във Виена за граф Матиас Ернст Берхтолд фрайхер фон Унгаршиц (1632 – 1678), II. 1683 г. за граф Юлиус Леополд фон Ходиц и Волфрамиц (1640 – 1693)
- Франциска Маргарета († 31 май 1720), омъжена за Фридрих фон Цедлиц
- Мария Клара († пр. 31 декември 1635)
- Фердинанд († 1647)

Филип V се жени втори път ок. 1630 г. за Маргарета Катарина Попеловна фон Лобковиц (* 11 май 1612; † 17 октомври 1669 в Прага), дъщеря на Вилхелм фон Лобковиц († 1647) и Бенигна Катарина фон Лобковиц. Бракът е бездетен. Съпругата му Маргарета Катерина има афера с унгарски полковник-лейтененат и става скандал. Маргарета се омъжва 1614 г. за граф Йохан Карл фон Шьонбург на Везел (* пр. 1591; † 1640 в Мадрид).